# Bookhouse
Bookhouse är ett svenskt bokförlag grundat 1998 av Jan Lapidoth som ger ut affärslitteratur och annan litteratur som rör företag och organisationer. Funky Business och Good to Great är exempel på litteratur från förlaget.
2014 förvärvades BookHouse av Volante förlag.